# Mesterholdenes Europa Cup i håndbold 1969-70 (mænd)
Mesterholdenes Europa Cup i håndbold 1969–70 var den tiende udgave af Mesterholdenes Europa Cup i håndbold for mænd. Turneringen havde deltagelse af 21 klubhold, der var blevet nationale mestre sæsonen forinden, og den blev afviklet som en cupturnering, hvor opgørene til og med semifinalerne blev afgjort over to kampe (ude og hjemme), mens finalen blev afgjort i én kamp på neutral bane.
Turneringen blev vundet af VfL Gummersbach fra Vesttyskland, som i finalen i Dortmund besejrede SC Dynamo Berlin fra Østtyskland med 14-11. som dermed tabte i finalen for anden sæson i træk. Det var anden gang at VfL Gummersbach vandt Mesterholdenes Europa Cup – den første titel blev vundet i sæsonen 1966-67.
Danmarks repræsentant i turneringen var HG fra København, som tabte i 1/16-finalen til de senere kvartfinalister Budapest Honvéd med 42-44 efter to kampe.

## Resultater

### 1/16-finaler
| Dato   | Dato   | Hjemmehold i 1. kamp | Udehold i 1. kamp | Resultat | Resultat | Resultat |
| 1.kamp | 2.kamp | Hjemmehold i 1. kamp | Udehold i 1. kamp | Samlet   | 1.kamp   | 2.kamp   |
| ------ | ------ | -------------------- | ----------------- | -------- | -------- | -------- |
| 26.9.  | 3.10.  | Tatran Presov        | VfL Gummersbach   | 22–24    | 13-14    | 9-10     |
| ?      | ?      | Spojnia Gdansk       | UK-51 Helsinki    | 45–35    | 24-18    | 21-17    |
| ?      | ?      | Atletico Lisboa      | HV Sittardia      | 28–39    | 16-24    | 12-15    |
| ?      | ?      | Union Salzburg       | Crvenka Zrenjanin | ?–?      | ?-?      | ?-?      |
| ?      | 2.10.  | HG                   | Budapest Honvéd   | 42–44    | 25-16    | 17-28    |
| ?      | 30.9.  | Levski-Spartak Sofia | SoIK Hellas       | 30–27    | 18-9     | 12-18    |

### 1/8-finaler
| Dato   | Dato   | Hjemmehold i 1. kamp | Udehold i 1. kamp       | Resultat | Resultat | Resultat |
| 1.kamp | 2.kamp | Hjemmehold i 1. kamp | Udehold i 1. kamp       | Samlet   | 1.kamp   | 2.kamp   |
| ------ | ------ | -------------------- | ----------------------- | -------- | -------- | -------- |
| 2.11.  | ?      | VfL Gummersbach      | Spojnia Gdansk          | 50–47    | 30-21    | 20-26    |
| ?      | ?      | SK Cuncevo           | HV Sittardia            | 61–31    | 31-11    | 30-20    |
| ?      | ?      | Steaua Bucuresti     | Hapoel Rechovot         | 54–20    | 32-11    | 22-9     |
| 22.10. | 3.11.  | Budapest Honvéd      | FH                      | 49–34    | 28-17    | 21-17    |
| 28.10. | 4.11.  | HB Dudelange         | FC Barcelona            | 35–47    | 20-18    | 15-29    |
| ?      | 10.11. | SMUC Marseille       | Crvenka Zrenjanin       | 24–38    | 10-18    | 14-21    |
| ?      | ?      | Levski-Spartak Sofia | Grasshopper-Club Zürich | ?–?      | ?-?      | ?-?      |
| ?      | 10.11. | BSI Bergen           | SC Dynamo Berlin        | 35–49    | 20-24    | 15-25    |

### Kvartfinaler
| Dato   | Dato   | Hjemmehold i 1. kamp | Udehold i 1. kamp       | Resultat | Resultat | Resultat |
| 1.kamp | 2.kamp | Hjemmehold i 1. kamp | Udehold i 1. kamp       | Samlet   | 1.kamp   | 2.kamp   |
| ------ | ------ | -------------------- | ----------------------- | -------- | -------- | -------- |
| ?      | 22.3.  | SK Cuncevo           | VfL Gummersbach         | 33–37    | 22-17    | 11-20    |
| ?      | ?      | Steaua Bucuresti     | Budapest Honvéd         | 44–40    | 26-20    | 18-20    |
| ?      | ?      | FC Barcelona         | Crvenka Zrenjanin       | 30–41    | 18-15    | 12-26    |
| ?      | ?      | SC Dynamo Berlin     | Grasshopper-Club Zürich | 36–18    | 18-8     | 18-10    |

### Semifinaler
| Dato   | Dato   | Hjemmehold i 1. kamp | Udehold i 1. kamp | Resultat | Resultat | Resultat |
| 1.kamp | 2.kamp | Hjemmehold i 1. kamp | Udehold i 1. kamp | Samlet   | 1.kamp   | 2.kamp   |
| ------ | ------ | -------------------- | ----------------- | -------- | -------- | -------- |
| 4.4.   | ?      | Steaua Bucuresti     | VfL Gummersbach   | 24–28    | 16-13    | 8-15     |
| 4.4.   | 12.4.  | Crvenka Zrenjanin    | SC Dynamo Berlin  | 19–20    | 15-6     | 4-14     |

### Finale
Finalen blev spillet i Dortmund, Vesttyskland.
| Dato  | Hjemmehold      | Udehold          | Res.  |
| ----- | --------------- | ---------------- | ----- |
| 26.4. | VfL Gummersbach | SC Dynamo Berlin | 14–11 |